# Gowripura, Challakere
Gowripura là một làng thuộc tehsil Challakere, huyện Chitradurga, bang Karnataka, Ấn Độ.